# Partito Democratico Tedesco
Il Partito Democratico Tedesco (in tedesco Deutsche Demokratische Partei, DDP) è stato un partito politico tedesco, fondato nel novembre del 1918 dai capi del defunto Partito Popolare Progressivo (Fortschrittliche Volkspartei), da membri della sinistra del Partito Nazionale Liberale (Nationalliberale Partei) e da un nuovo gruppo che si faceva chiamare I Democratici.
Nel 1930 il partito cambiò nome in Partito dello Stato Tedesco (Deutsche Staatspartei, DStP).